# Mr. Jones
Mr. Jones – amerykański melodramat z 1993 roku w reżyserii Mike’a Figgisa. Zdjęcia kręcono w San Diego.

## Fabuła
Główny bohater filmu, tytułowy Mr Jones (Richard Gere), jest osobą cierpiącą na psychozę maniakalno-depresyjną, zaburzenie, w którym okresy dojmującego smutku i obezwładniającej apatii przeplatają się z okresami wielkiej wiary we własne siły i wzmożonej aktywności. Jones dwukrotnie trafia do szpitala psychiatrycznego po ekscesach dokonanych w fazie maniakalnej, ale początkowo odmawia zalecanego przez terapeutkę, doktor Elizabeth Bowen (Lena Olin), odosobnienia w szpitalu psychiatrycznym i leczenia farmakologicznego. Powodowany jednak sympatią do urodziwej terapeutki, przystaje w końcu na leczenie. Pomiędzy Jonesem a Elizabeth zaczyna się rodzić uczucie, tym trudniejsze w realizacji, że jemu choroba utrudnia normalne funkcjonowanie społeczne, a jej – kodeks etyczny psychologa zabrania wchodzić w bliższe relacje z pacjentami.

## Obsada
- Richard Gere – Mr Jones
- Lena Olin – Dr Elizabeth „Libbie” Bowen
- Anne Bancroft – Dr Catherine Holland
- Tom Irwin – Dr Patrick Shaye
- Delroy Lindo – Howard
- Bruce Altman – David
- Lauren Tom – Amanda Chang
- Lisa Malkiewicz – Susan
- Thomas Kopache – Pan Wilson
- Peter Jurasik – Dr Rosen
- León Singer – Hot Dog Vendor
- Anna Maria Horsford – Sędzia Harris
- Edward Padilla – Bellboy